# Tybrind Vig
Tybrind Vig est un site archéologique sous-marin situé sur la côte occidentale de la Fionie. Il se situe à environ 300 m de la côte actuelle, sous 3 m de profondeur. Découvert en 1975 et excavé sous la direction de Søren H.Andersen entre 1978 et 1988, il s'agissait alors de la première excavation sous-marine du Danemark
Ce site date de la culture d'Ertebølle (Mésolithique final, d'environ 5300 à 4200 av. J.-C.). Il était à cette époque sur la côte, mais la montée des eaux a depuis submergé le village de pêcheurs. Malgré l'érosion, les conditions de conservation ont été excellentes et ont permis la découverte non seulement des artéfacts habituels aux sites de la culture d'Ertebølle, mais aussi d'artéfacts en rapport avec l'exploitation marine de la culture d'Ertebølle.

## Équipements de pêche
Le choix de ce lieu pour établir un peuplement peut, à première vue, paraitre surprenant car il est  non seulement situé dans une zone venteuse mais aussi sans accès direct à l'eau douce. Il ne fait néanmoins aucun doute que ces inconvénients furent compensés par d'autres avantages.

### Les pièges à poissons
L'archéologie a montré la présence à cet endroit de pièges à poissons : il devait donc être pratique de vivre à proximité, non seulement pour vider les pièges, mais aussi, à la vue du labeur nécessaire à leur construction, pour protéger et réparer les barrières de ces pièges des assauts de la mer, ainsi que pour marquer un lien de propriété.
Aucune barrière à poissons n'a été trouvée intacte sur le site, mais environ une centaine de pieux de noisetier de plus de 4 mètres de long, couchés horizontalement dans la couche « Rubish ». On sait grâce à d'autres sites que ce type de pieux servait à la construction de pièges à poissons ; de plus une dizaine de pieux de noisetier pointus ont été découverts dans la couche « Gyttja ». Ils sont coupés à 10 à 30 cm de l'extrémité, mais il ne fait aucun doute que ce sont des éléments de barrières à poissons. Une nasse en osier, partie intégrante d'un piège à poissons, a aussi été découverte à Tybrind Vig.

### Autres pêches
Deux autres types de pêches ont également été découverts, à la ligne et au harpon.
Entre 20 et 30 hameçons en os de cerf élaphe ont été découverts, avec même pour l'un d'eux une partie de la ligne toujours attachée. Même si malheureusement aucun harpon n'a été découvert assemblé, de nombreuses pointes de harpons finement travaillées dans du noisetier ont été mises au jour. La centaine de pointes trouvées, de tailles et formes variées, étaient probablement adaptées aux différentes espèces de poissons.
Enfin, si un doute était permis, le grand nombre d'arêtes de poissons d'espèces variées montre bien que si l'on ne peut en déduire l'absence de chasse et de cueillette, la pêche devait être l'activité la plus importante.

## Pirogues et pagaies

### Les pirogues
Trois pirogues monoxyles ont été mises au jour, toutes taillées dans du bois de tilleul, dont deux possèdent un « foyer » en argile à l'arrière du bateau :
- pirogue Tybrind n° I (9,5 m de long) [1979], préservée sur 95 % de sa longueur. Un endroit de sa poupe a conservé sa largeur bord à bord. Bien que compressé cela a permis de calculer la largeur originelle à 50 cm. Ce bateau possède un « foyer » à sa poupe.
- pirogue Tybrind n° II (3,2 m de long) [1984]. Tout comme la n° I, elle possède un « foyer » à sa poupe.
- pirogue Tybrind n° III (5,2 m de long) [1993].

Le lieu de découverte des bateaux était à l'époque une zone de roseaux près du lieu de campement. La pirogue Tybring I a été coulée dans ce marais volontairement à l'aide d'une large pierre.

### Les pagaies
Ces bateaux étaient propulsés à l'aide de pagaies en frêne, dont environ une quinzaine ont également été trouvées régulièrement lors des différentes fouilles sur le site. Ces pagaies mesurent plus d'un mètre de long, avec des pales en forme de cœur d'environ 30 cm de large. Quatre de ces pagaies sont richement décorées. Ces ornements, les premiers du Mésolithique en bois au Danemark, révèlent un aspect alors inconnu de la culture de l'époque.

### Le foyer
Il se compose d'une lentille d'argile de 60 cm de long pour 35 cm de large, d'une épaisseur d'un peu plus de 3 cm, posée à même le sol de la pirogue. Étant donné la valeur d'une pirogue et les risques que ferait courir un feu sur une pirogue en bois, il devait plus probablement s'agir de braises. Cet élément indique une utilisation prolongée. Certains chercheurs pensent que c'est une preuve de pêche en eaux profondes, tandis que d'autres pensent que la pirogue n'était pas assez stable pour la haute mer et qu'elle était surtout utilisée dans les lacs et cours d'eau intérieurs.

## Autres découvertes

### Textiles
Une autre remarquable découverte est la présence de morceaux de textiles parmi les plus anciens d'Europe du Nord. Ils sont en fibres filées utilisant une technique appelée « Nålebinding ».

### La tombe
On a découvert des ossements épars d'au moins 2 à 3 personnes, dont un homme portant les traces de deux lésions guéries, mais aussi la tombe d'une jeune fille âgée d'environ 13-14 ans et d'un bébé d'un peu plus de 3 mois. Aucun présent n'a été découvert dans la tombe. L'eau a naturellement envahi la tombe, ce qui a permis une excellente conservation des ossements.
Une datation au carbone 14 a donné environ 4440 av. J.-C.

### Un arc
L'arc est ingénieusement façonné avec simplicité dans une tige d'orme d'environ 1,65 m de long pour une section d'environ 30 mm au niveau de la poignée. Sa taille correspondait à la taille moyenne d'un homme de l'époque.